# Venasca
Venasca ist eine Gemeinde in der italienischen Provinz Cuneo (CN), Region Piemont. 

## Lage und Einwohner
Venasca liegt knapp 30 km nordwestlich von der Provinzhauptstadt Cuneo. Das Gemeindegebiet, das sich im unteren Varaitatal befindet, umfasst eine Fläche von 20 km² und hat 1331 Einwohner (Stand 31. Dezember 2023). Über den Colle di Brondello führt ein Weg ins Valle di Bronda. Die Varaita überquert eine 53 m lange Brücke in Venasca.
Die Nachbargemeinden sind Brondello, Brossasco, Isasca, Pagno, Piasco, Rossana und Valmala.

## Geschichte

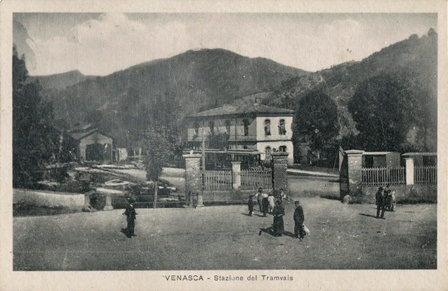
Der Bahnhof von Venasca, nach 1900

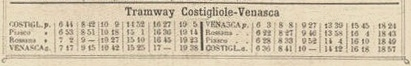
Streckenfahrplan Costigliole Saluzzo-Venasca, 1901

Die keltische Bevölkerung der Täler im Gebiet der Provinz Cuneo, die Bagienner, deren Hauptstadt Julia Augusta Bagiennorum (etwa 2 km von Bene Vagienna entfernt) war und die zwischen Tanaro und Po siedelten, wurde von den Römern im 2. Jahrhundert v. Chr. unterworfen und unter Augustus 15 v. Chr. mit einer Kolonie ausgestattet. Im Zuge archäologischer Grabungen wurden dort quadratische Türme, das Forum, ein Tempel, eine Basilica, Thermen, Überreste eines Aquädukts und zahlreiche Wohnhäuser ausgegraben.
Im 10. Jahrhundert drangen Sarazenen bis in die nähere Umgebung vor. Sie hatten sich in Fraxinetum bei Nizza festgesetzt. Oberherren des Tales waren die Bischöfe von Turin, doch wurden die dortigen Güter nebst den dazugehörigen Orten an die Conti di Verzuolo ausgegeben, von denen sich eine Linie „di Venasca“ nannte. Im März 1156 verlehnte Bischof Karl von Turin „terciam partem opidi Venasce cum tercia parte ville“ an Albert von Venasca. Die Grafen unterstellten sich 1172 den Markgrafen von Saluzzo. 1352 verbanden sich die Herren von Venasca mit Manfredo di Cardé, dem Onkel, aber dennoch Gegner des Markgrafen Tommaso di Saluzzo. Daraufhin wurden sie vom Bischof von Turin exkommuniziert und ihre Lehen an den drittgeborenen Sohn Galeazzo vergeben, zusammen mit denen von Brossasco und Casteldelfino. Nachdem Galeazzos drei Söhne kinderlos gestorben waren, fielen die Lehen an den Markgrafen von Saluzzo zurück. Nach der Besetzung der Markgrafschaft durch Karl Emanuel I. im Jahr 1601 erhielt die Lehen Graf Gaspare Porporati.
Um 1400 bestand ein für das Varaitatal bedeutender Wochenmarkt, ein Schmied aus Venasca erscheint 1416 in Saluzzo. Um 1550 war Venasca der bedeutendste Ort für die Metallverarbeitung im Varaitatal, das im Tal gewonnen und in den Schmieden des Ortes verarbeitet wurde.
Um 1600 kam das Tal an Savoyen, das Venasca wiederum 1601 an die Paillard und 1622 an die Porporato vergab. Im 18. Jahrhundert siedelte sich die Tuchindustrie an, die nach Mondovì und Genua ausführte, hinzu kamen Seidenproduzenten. Aber auch weißer Marmor wurde dort abgebaut, Holz, vor allem der Kastanien, wurde zu Holzkohle verarbeitet. Auch war Venasca ein wichtiger Marktort, wo Montags Markt abgehalten wurde, etwa für die Getreideproduzenten. Während im höhergelegenen Sampeyre kein Wein aus der Ebene angeboten wurde, bot Venasca einen gewissen Umsatz, auf den genauso Zoll erhoben wurde (ab den 1830er Jahren), wie auf Mehl. Diese Handelsaktivitäten brachten einen erheblichen Bedarf an Karren hervor, die meist von einem Pferd gezogen wurden, boten aber auch Erntearbeitern saisonale Erwerbsmöglichkeiten. Zudem bestanden drei fiere pro Jahr, Jahrmärkte, die am 29. April, 25. Juli und am 20. Oktober stattfanden.
Die Cottischen Alpen und ihre Täler spielten für die Konflikte zwischen Frankreich und Savoyen immer wieder eine erhebliche Rolle für den Aufmarsch der Armeen. 1744 marschierten Franzosen und Spanier, die angeblich mit 25.000 Mann ins Varaitatal vorgerückt waren, gegen die Savoyarden, die die Italiener bei Venasca besiegten, woraufhin sich letztere nach Casteldelfino zurückziehen mussten, dem Hauptquartier König Karl Emanuels III. von Savoyen. Bald musste Karl Emanuel das Tal aufgeben und sich in Cuneo verteidigen, später in Saluzzo, während es den Franzosen gelang, auch das Mairatal zu erobern, von wo sich die Savoyarden aus Dronero und Busca zurückzogen. Doch nun stießen österreichische Truppen unter Graf Giovanni Luca Pallavicini (Johann Lucas), der zuvor vergeblich das Sturatal verteidigt hatte, zu den Verteidigern Cuneos; einigen Tausend Savoyarden und Genuesen gelang es zudem, in die Stadt zu gelangen. Cuneo widerstand allen Eroberungsversuchen und schließlich mussten Spanier und Franzosen abziehen. 1755 wurde die Kirche M. V. Assunta fertiggestellt. 
1799 fand darüber hinaus eine Schlacht zwischen Franzosen und Kaiserlichen bei Venasca statt. Unter Napoleon wurde Venasca Hauptort eines Kantons und Sitz eines Friedensrichters. Zugleich wurde eine Polizeibrigade in Venasca stationiert sowie ein Postamt eingerichtet. Doch Ende des 19. Jahrhunderts stellte die Tuchindustrie ihre Produktion ein. Ende der 1840er Jahre waren in der Seiden- und Eisenindustrie sowie den Seilwindereien etwa 120 Arbeiter unter Vertrag. 1826 zählte das Mandamento Venasca 7221, der Hauptort selbst 2333 Einwohner. Kurz zuvor vermeldete Johann Hübners reales Staats- Zeitungs- und Conversations-Lexicon 2350 Einwohner.

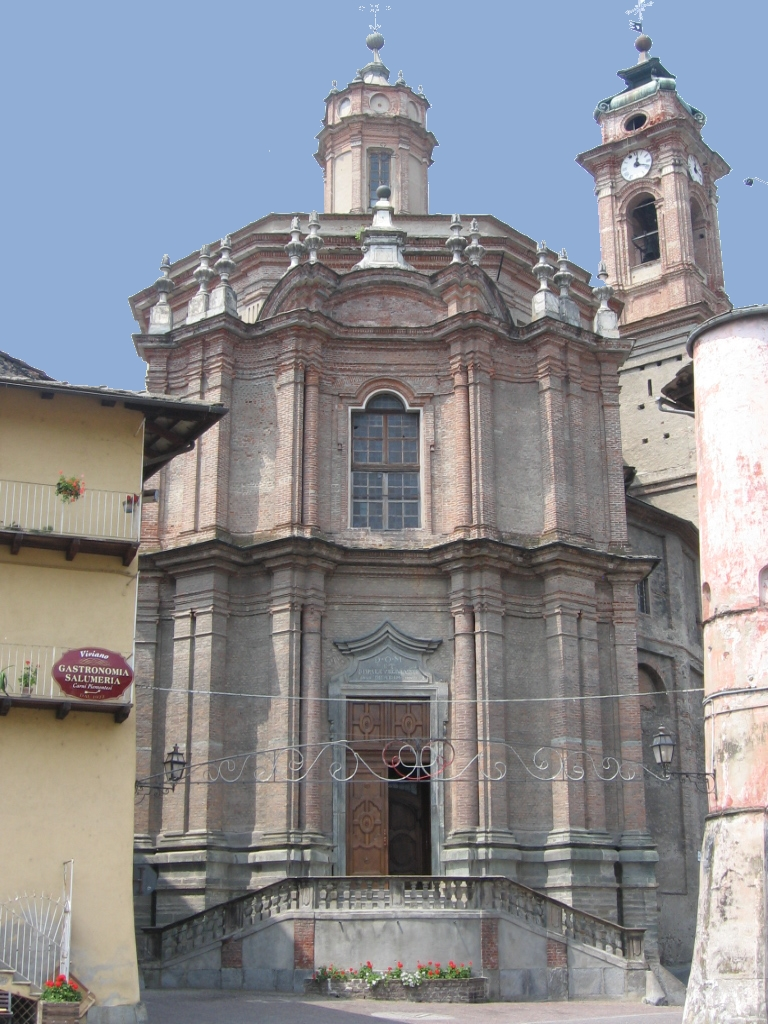
Barocke Pfarrkirche Maria Assunta

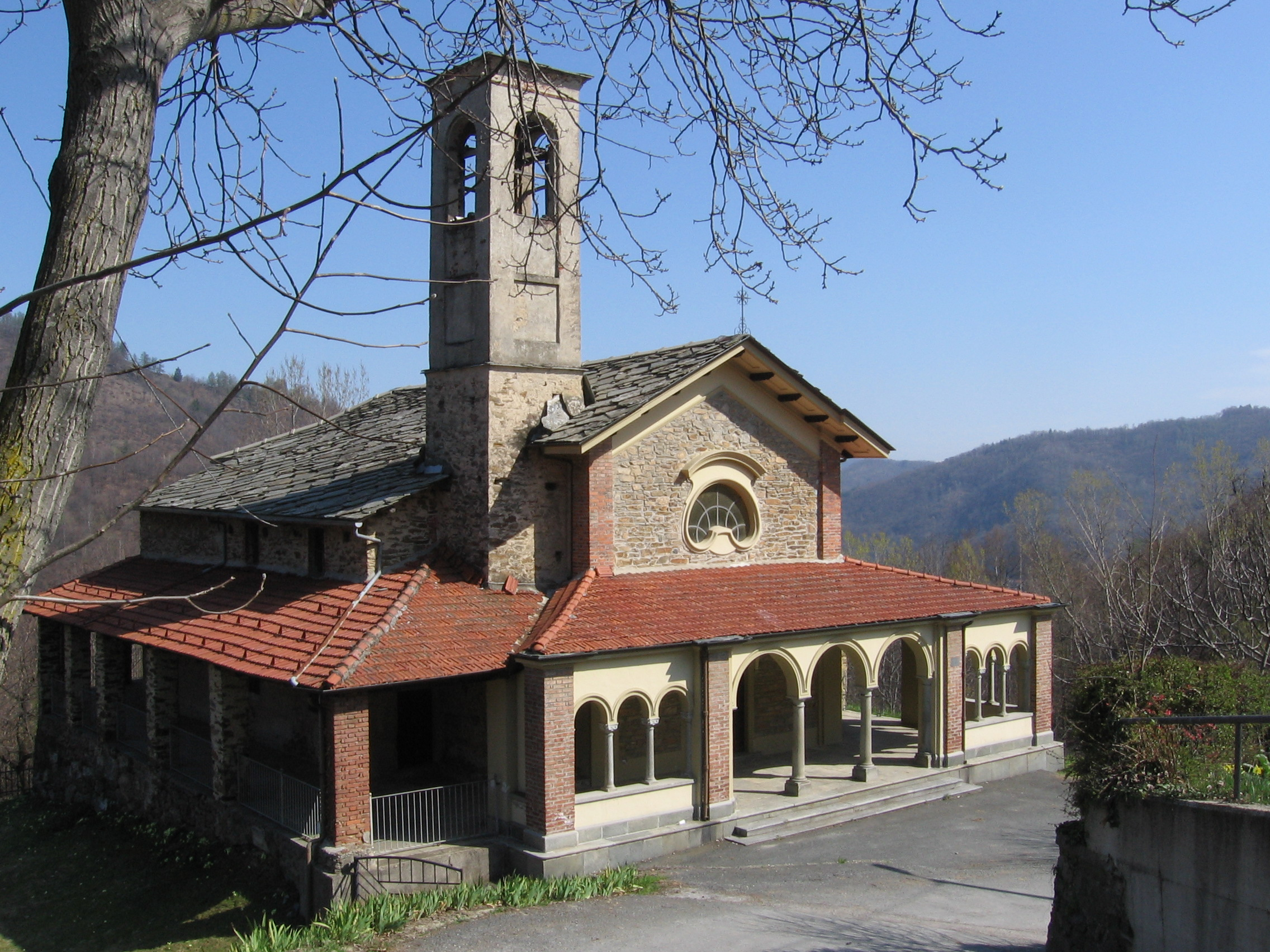
Heiligtum von Santa Lucia

1853 berichtet das Dizionario geografico-storico-statistico-commerciale degli stati del Redi Sardegna, das alljährlich zum Fest der hl. Lucia mehr als 2000 Besucher nach Venasca kamen. Ab 1841 entstand die 28 km lange Straße entlang der Varaita, die Verzuolo und Sampeyre verbinden sollte. Sie führte über Villanovetta, Piasco, Venasca, Brossasco, Melle und Frassino. Dabei war die 1828 bis 1830 errichtete Dreibogen-Brücke bei Venasca, die die Varaita überspannte, 1848 bereits wiederhergestellt, die bei den Überschwemmungen von 1839 schwer beschädigt worden war. Die Lasten trug zu zwei Dritteln die Gemeinde, zu einem Drittel die Provinz. 1901 hatte Venasca 3405 Einwohner.
Nach dem Sturz Mussolinis und dessen Wiedereinsetzung durch die Nationalsozialisten besetzten Partisanen die Täler und befestigten sie gegen die zu erwartenden deutschen Angriffe. Am 16. Januar 1944 besetzten erstmals deutsche Einheiten Vernasca, wobei einige der Fliehenden erschossen wurden, am 25. Juli wurde das Dorf aus der Luft beschossen. Am 11. August 1944 brannten Milizen des nationalsozialistischen Regimes den überwiegenden Teil der Häuser im Ort nieder. Im Gegensatz zu Ceretto di Costigliole Saluzzo, wo am 5. Januar 1944 auf dem Platz der frazione 27 Zivilisten ermordet wurden, beschränkten sich diese Racheaktionen, die wegen der Partisanentätigkeit im Tal verübt wurden, auf die Gebäude.